# Ủy ban Dịch vụ Vũ trang Hạ viện Hoa Kỳ
Ủy ban Dịch vụ Vũ trang Hạ viện Hoa Kỳ (tiếng Anh: United States House Committee on Armed Services) là một ủy ban thường trực của Hạ viện Hoa Kỳ. Ủy ban chịu trách nhiệm tài trợ, giám sát Bộ Quốc phòng và Lực lượng Vũ trang Hoa Kỳ, cũng như là một phần quan trọng của Bộ Năng lượng Hoa Kỳ. Sản phẩm lập pháp thường xuyên của Ủy ban là Đạo luật Ủy quyền Quốc phòng (NDAA), đã được Quốc hội thông qua và ký thành luật hàng năm kể từ năm 1962.

## Thành viên của ủy ban trongQuốc hội khóa 117
| Đa số | Thiểu số |
| --- | --- |
| - Adam Smith, Washington, Chủ tịch - James R. Langevin, Rhode Island - Rick Larsen, Washington - Jim Cooper, Tennessee - Joe Courtney, Connecticut - John Garamendi, California - Jackie Speier, California - Donald Norcross, New Jersey - Ruben Gallego, Arizona - Seth Moulton, Massachusetts - Salud Carbajal, California - Anthony G. Brown, Maryland - Ro Khanna, California - Bill Keating, Massachusetts - Filemon Vela Jr., Texas - Andy Kim, New Jersey - Chrissy Houlahan, Pennsylvania - Jason Crow, Colorado - Elissa Slotkin, Michigan - Mikie Sherrill, New Jersey - Veronica Escobar, Texas - Jared Golden, Maine - Elaine Luria, Virginia, Phó Chủ tịch - Joe Morelle, New York - Sara Jacobs, California - Kai Kahele, Hawaii - Marilyn Strickland, Washington - Marc Veasey, Texas - Jimmy Panetta, California - Stephanie Murphy, Florida - Steven Horsford, Nevada (kể từ ngày 12 tháng 5 năm 2021) | - Mike Rogers, Alabama, Thành viên Xếp hạng - Joe Wilson, SouthCarolina - Mike Turner, Ohio - Doug Lamborn, Colorado - Rob Wittman, Virginia, Phó Thành viên Xếp hạng - Vicky Hartzler, Missouri - Austin Scott, Georgia - Mo Brooks, Alabama - Sam Graves, Missouri - Elise Stefanik, New York - Scott DesJarlais, Tennessee - Trent Kelly, Mississippi - Mike Gallagher, Wisconsin - Matt Gaetz, Florida - Don Bacon, Nebraska - Jim Banks, Indiana - Liz Cheney, Wyoming - Jack Bergman, Michigan - Michael Waltz, Florida - Mike Johnson, Louisiana - Mark E. Green, Tennessee - Stephanie Bice, Oklahoma - Scott Franklin, Florida - Lisa McClain, Michigan - Ronny Jackson, Texas - Jerry Carl, Alabama - Blake Moore, Utah - Pat Fallon, Texas |

Nghị quyết bầu thành viên: H.Res. 9 (Chủ tịch), H.Res. 10 (Thành viên Xếp hạng), H.Res. 62 (D), H.Res. 63 (R), H.Res. 384 (D)

## Chủ tịch Ủy ban
| Chủ tịch          | Đảng     | Tiểu bang      | Nhiệm kỳ  |
| ----------------- | -------- | -------------- | --------- |
| Walter G. Andrews | Cộng hòa | New York       | 1947–1949 |
| Carl Vinson       | Dân chủ  | Georgia        | 1949–1953 |
| Dewey J. Short    | Cộng hòa | Missouri       | 1953–1955 |
| Carl Vinson       | Dân chủ  | Georgia        | 1955–1965 |
| L. Mendel Rivers  | Dân chủ  | South Carolina | 1965–1970 |
| Philip J. Philbin | Dân chủ  | Massachusetts  | 1970–1971 |
| F. Edward Hébert  | Dân chủ  | Louisiana      | 1971–1975 |
| Giá Melvin        | Dân chủ  | Illinois       | 1975–1985 |
| Les Aspin         | Dân chủ  | Wisconsin      | 1985–1993 |
| Ron Dellums       | Dân chủ  | California     | 1993–1995 |
| Floyd Spence      | Cộng hòa | South Carolina | 1995–2001 |
| Bob Stump         | Cộng hòa | Arizona        | 2001–2003 |
| Duncan Hunter     | Cộng hòa | California     | 2003–2007 |
| Ike Skelton       | Dân chủ  | Missouri       | 2007–2011 |
| Buck McKeon       | Cộng hòa | California     | 2011–2015 |
| Mac Thornberry    | Cộng hòa | Texas          | 2015–2019 |
| Adam Smith        | Dân chủ  | Washington     | 2019–nay  |